# Dialetto gradese
Il gradese o graisano (graixan [grai'zan]) è un dialetto della lingua veneta parlato nell'isola di Grado, territorio in provincia di Gorizia. Risente di influenze della lingua friulana e di altre parlate di ceppo veneto geograficamente vicine.

## Storia

### Grado e Aquileia romane e altomedievali
Durante il periodo della dominazione romana, molto probabilmente a Grado e ad Aquileia veniva parlato lo stesso linguaggio: un latino (importato dai coloni romani, in prevalenza Sanniti) con influenze del sostrato paleoveneto-celtico preesistente.
Nel IV secolo d.C. l'allora vescovo di Aquileia Fortunaziano scrisse commenti ai Vangeli in lingua rustica per poter essere capito dai propri auditori, indice del fatto che la popolazione già non intendeva più il latino classico.
Una prima divisione tra le genti di Grado ed Aquileia avvenne in seguito allo Scisma dei Tre Capitoli e un'ulteriore e più forte barriera tra le due città comparve nel 568 con l'arrivo dei Longobardi, ora infatti la divisione era di tipo politico.

### L'influenza della Serenissima
Quest'evento determinò un rallentamento dei rapporti linguistici tra la terraferma, sotto l'influenza germanica, e l'isola gradese che ricadde nella sfera bizantina prima e veneta dall'800 in poi (circa).
Nel VI secolo d.C. le differenziazioni romanze più decisive fecero maturare la lingua rustica aquileiese della terraferma senza apporti linguistici esterni, essendo il Friuli isolato dal resto della romanità fino alla dominazione carolingia, definendo i caratteri principali del friulano.
La definitiva scissione linguistica si ebbe probabilmente nel IX secolo, quando le invasioni degli Ungari determinarono la completa indipendenza di Grado dal Friuli.
Si verificò anche un progressivo abbassamento del suolo lagunare, ulteriore divisione questa volta di tipo fisico tra le due popolazioni.
Così i gradesi acquisirono la quasi totalità della loro parlata dall'influenza veneziana, presentando talvolta anche tratti delle parlate venete dell'entroterra (come la metafonesi, del tutto assente nel veneziano).
Il sostrato linguistico è tuttora evidenziabile nonostante la più tarda "patina" veneta: vi sono chiari e numerosi riferimenti al latino, sia con parole intere che desinenze (-anus > -an).

### Nuovi contatti con il friulano
Caduti i confini della Serenissima, riprendono forti contatti politici e commerciali con la vicina terraferma friulana.
Si riscontrano così numerosi friulanismi di età più recente, come l'articolo maschile al, i verbi tronchi in -à e le forme vignì, tignì, sintì ecc., accanto o al posto delle forme venete el, -ar, vegnir, tegnir, sentir, ecc., rimaste invece a Trieste ed in Istria. Così anche il prefisso dis- (disfà, dismentegà, disligà) accanto o al posto del veneto des (desfar, desmentegar, desligar), oltre a molte strutture grammaticali.
La maggior parte di questi apporti o sostituzioni ha attecchito solamente nel lessico di uso comune e generale, mentre si conservano le forme venete in des- nell'ambito peschereccio e dello squero, dove il friulano è meno ricco di vocaboli.

### Altri apporti
Vocaboli gradesi corrispondenti a quelli triestini, istroveneti sono stati introdotti, nella maggior parte dei casi, grazie alla comune appartenenza al ceppo veneziano e saltuariamente all'importazione diretta da parte di gradesi che si recavano anche per tutta la stagione invernale a Trieste o in Istria per la pesca.
Molto modesti gli apporti da lingue straniere: dal francese dovuti soprattutto alla breve dominazione napoleonica, senza contare di alcune parole somiglianti alla lingua inglese e spagnola; più numerosi i germanismi dal tedesco anche perché l'isola è frequentatissima soprattutto durante la stagione estiva da turisti parlanti la lingua tedesca facendone diventare essenziale la conoscenza.
Quasi nullo l'apporto dalle lingue slave.